# Station Stobno
Station Stobno is een spoorwegstation in de Poolse plaats Stobno.